# (33678) 1999 JW106
1999 JW106 (asteroide 33678) é um asteroide da cintura principal. Possui uma excentricidade de 0.09233290 e uma inclinação de 7.27408º.
Este asteroide foi descoberto no dia 13 de maio de 1999 por LINEAR em Socorro.